# Аргин (Первомайский район)
Арги́н (укр. Аргин, крымскотат. Arğın, Аргъын) — исчезнувшее село в Первомайском районе Республики Крым, располагавшееся на юго-востоке района, в степной части Крыма, примерно в 1 километре восточнее современного села Черново.

### Динамика численности населения
| - 1806 год — 71 чел. - 1864 год — 11 чел. - 1889 год — 239 чел. | - 1900 год — 221 чел. - 1915 год — 35/34 чел. - 1926 год — 79 чел. |

## История
Первое документальное упоминание села встречается в Камеральном Описании Крыма… 1784 года, судя по которому, в последний период Крымского ханства Аргын входил в Караул кадылык Перекопского каймаканства. После присоединения Крыма к России (8) 19 апреля 1783 года, (8) 19 февраля 1784 года, именным указом Екатерины II сенату, на территории бывшего Крымского Ханства была образована Таврическая область и деревня была приписана к Перекопскому уезду. После Павловских реформ, с 1796 по 1802 год, входила в Акмечетский уезд Новороссийской губернии. По новому административному делению, после создания 8 (20) октября 1802 года Таврической губернии, Аргин был включён в состав Кучук-Кабачской волости Перекопского уезда.
По Ведомости о всех селениях в Перекопском уезде состоящих с показанием в которой волости сколько числом дворов и душ… от 21 октября 1805 года, в деревне Аргин числилось 12 дворов и 71 житель (исключительно крымские татары). На военно-топографической карте генерал-майора Мухина 1817 года деревня Аргин обозначена с 11 дворами. После реформы волостного деления 1829 года Аргын, согласно «Ведомости о казённых волостях Таврической губернии 1829 года», отнесли к Агъярской волости (переименованной из Кучук-Кабачской). На карте 1836 года в деревне 19 дворов. Затем, видимо, в результате эмиграции крымских татар, деревня заметно опустела и на карте 1842 года Аргын обозначен условным знаком «малая деревня» (это означает, что в нём насчитывалось менее 5 дворов).
В 1860-х годах, после земской реформы Александра II, деревню включили в состав [Айбарской волости. В «Списке населённых мест Таврической губернии по сведениям 1864 года», составленном по результатам VIII ревизии 1864 года, Аргин — казённая татарская и русская деревня с 11 дворами, 63 жителями и мечетью при балке Карауле. По обследованиям профессора А. Н. Козловского начала 1860-х годов, вода в колодцах деревни была пресная, а их глубина составляла 10—15 саженей (21—32 м). На трёхверстовой карте Шуберта 1865—1876 года в деревне Аргын обозначен 21 двор. По «Памятной книге Таврической губернии 1889 год», включившей результаты Х ревизии 1887 года, в деревне Аргин Григорьевской волости числились 51 двор и 239 жителей.
После земской реформы 1890 года деревню отнесли к Александровской волости. По «…Памятной книжке Таврической губернии на 1900 год» в деревне, приписанной к волости, числился 241 житель в 40 домохозяйствах. По Статистическому справочнику Таврической губернии. Ч.II-я. Статистический очерк, выпуск пятый Перекопский уезд, 1915 год, в деревне Аргин Александровской волости Перекопского уезда числилось 11 дворов (5 дворов с землёй, 6 — безземельные) с татарским населением в количестве 35 человек приписных жителей и 34 — «посторонних», из которых 22 мужчины и 21 женщина. За селением числилось 60 десятин земли. В хозяйствах имелось 95 лошадей, 58 волов, 21 корова и 69 голов мелкого скота) согласно энциклопедическому словарю «Немцы России», в селении было 69 человек немцев — возможно, перепутано с Аргином другого уезда).
После установления в Крыму Советской власти и учреждения 18 октября 1921 года Крымской АССР, в составе Джанкойского уезда был образован Курманский район, в состав которого включили село. В 1922 году уезды получили название округов. 11 октября 1923 года, согласно постановлению ВЦИК, в административное деление Крымской АССР были внесены изменения, в результате которых был ликвидирован Курманский район и село включили в состав Джанкойского. Согласно Списку населённых пунктов Крымской АССР по Всесоюзной переписи 17 декабря 1926 года, в селе Аргин Акчоринского (русского) сельсовета Джанкойского района, числилось 16 дворов, все крестьянские, население составляло 79 человек. В национальном отношении учтено: 45 немцев, 25 татар, 8 украинцев и 1 русский. Постановлением ВЦИК РСФСР от 30 октября 1930 года был создан Фрайдорфский еврейский национальный район (переименованный указом Президиума Верховного Совета РСФСР № 621/6 от 14 декабря 1944 года в Новосёловский) (по другим данным 15 сентября 1931 года) и Аргын включили в его состав, а после разукрупнения районов в 1935 году и образования также еврейского национального Лариндорфского района (с 1944 года — Первомайский), село переподчинили этому новому району.
Вскоре после начала Великой Отечественной войны, 18 августа 1941 года крымские немцы были выселены — сначала в Ставропольский край, а затем в Сибирь и северный Казахстан. А в 1944 году, после освобождения Крыма от фашистов, согласно Постановлению ГКО СССР № 5859 от 11 мая 1944 года, 18 мая крымские татары были депортированы в Среднюю Азию. Видимо, опустевшее после депортаций село не возрождали, так как в дальнейшем в доступных источниках оно не упоминается.